# بیل کلینتون
ویلیام جفرسون «بیل» کلینتون (به انگلیسی: William Jefferson Clinton) با نام اصلی ویلیام جفرسون بلایت سوم (به انگلیسی: William Jefferson Blythe III) (زادهٔ ۱۹ اوت ۱۹۴۶) چهل و دومین رئیس‌جمهور ایالات متحده آمریکا از سال ۱۹۹۳ تا ۲۰۰۱ بود. وی پیش از ریاست‌جمهوری، به‌عنوان فرماندار آرکانزاس (۱۹۷۹–۱۹۸۱ و ۱۹۸۳–۱۹۹۲) و دادستان کل آرکانزاس (۱۹۷۷–۱۹۷۹) خدمت می‌کرد. کلینتون به عنوان یک دموکرات نو شناخته می‌شد و بسیاری از سیاست‌های او منعکس‌کننده فلسفه سیاسی «راه سوم» میانه‌رو بود. وی همسر وزیر سابق امور خارجه، سناتور سابق ایالات متحده و دو بار نامزد ریاست‌جمهوری، هیلاری کلینتون است.
کلینتون در آرکانزاس متولد و بزرگ شد و در دانشگاه جورج‌تاون، کالج دانشگاه آکسفورد و دانشکده حقوق ییل تحصیل کرد. وی با هیلاری رودهام در ییل ملاقات کرد و آن‌ها در سال ۱۹۷۵ ازدواج کردند. کلینتون پس از فارغ‌التحصیلی از دانشکده حقوق به آرکانزاس بازگشت و در انتخابات به‌عنوان دادستان کل آرکانزاس پیروز شد و پس از آن نیز دو دوره غیر متوالی برای فرمانداری آرکانزاس پیروز شد. وی به عنوان فرماندار، سیستم آموزش و پرورش ایالت را تعمیرات اساسی کرد و به عنوان رئیس انجمن فرمانداران ملی فعالیت کرد. کلینتون در سال ۱۹۹۲ با غلبه بر رئیس‌جمهور وقت از حزب جمهوری‌خواه؛ جورج هربرت واکر بوش به عنوان رئیس‌جمهور انتخاب شد. وی در ۴۶ سالگی پس از تئودور روزولت و جان اف. کندی سومین رئیس‌جمهور جوان تاریخ کشور شد.
کلینتون رئیس‌جمهور دورانی بود که طولانی‌ترین دوره رشد اقتصادی در حال صلح به‌شمار می‌آید. وی قرارداد تجارت آزاد آمریکای شمالی (نَفتا) و قانون کنترل جرایم خشن و اجرای قانون را امضا کرد، اما نتوانست طرح خود را برای اصلاحات بهداشت ملی تصویب کند. در انتخابات سال ۱۹۹۴، حزب جمهوری‌خواه برای اولین‌بار پس از ۴۰‌سال کنترل کنگره را به دست گرفت. در سال ۱۹۹۶، کلینتون به اولین دموکرات پس از فرانکلین روزولت تبدیل شد که برای دور دوم، در انتخابات ریاست‌جمهوری به پیروزی می‌رسد. او روث بیدر گینزبرگ و استیون برایر را در دادگاه عالی ایالات متحده آمریکا منصوب کرد. در طول سه‌سال آخر ریاست جمهوری کلینتون، دفتر بودجه کنگره، برای اولین بار از سال ۱۹۶۹ گزارش مازاد بودجه را داد. در سیاست خارجی، کلینتون دستور مداخله نظامی ایالات متحده در جنگ‌های بوسنی و کوزوو را صادر کرد، توافق‌نامه صلح دیتون را امضا کرد، در اجلاس توافق‌نامه اسلو اول و پیمان کمپ دیوید ۲ برای پیشبرد روند صلح اسرائیل و فلسطین شرکت کرد و به روند صلح ایرلند شمالی کمک کرد. در سال ۱۹۹۸، مجلس نمایندگان کلینتون را استیضاح کرد و پس از اندرو جانسون، تبدیل به دومین رئیس‌جمهور در تاریخ ایالات متحده شد که استیضاح می‌شود. این استیضاح براساس اتهاماتی بود که کلینتون به منظور پنهان کردن رابطه خود با مانیکا لوینسکی، کارآموز ۲۲‌ساله کاخ سفید، مرتکب شهادت دروغ و ممانعت از اجرای عدالت شده‌بود. وی توسط مجلس سنا تبرئه شد و دوره دوم ریاست‌جمهوری خود را به پایان رساند.
کلینتون با بالاترین میزان تأیید ریاست جمهوری از زمان جنگ جهانی دوم، دفتر خود را ترک کرد و دوره ریاست‌جمهوری وی در رده‌های بالای رتبه‌بندی تاریخی روسای جمهور ایالات متحده قرار گرفت. با این حال، وی به دلیل رسوائی‌های جنسی و دروغ‌های خود، به ویژه در پی جنبش من هم، مورد انتقادات اساسی قرار گرفته‌است.
پس از ترک دفتر ریاست‌جمهوری، کلینتون در امور سخنرانی عمومی و فعالیت‌های انسانی مشغول شد. وی پایه‌گذار بنیاد کلینتون است و ریاست آن را بر عهده دارد. این بنیاد به تبلیغ و پرداختن به مسائل جهانی از جمله رفتار و جلوگیری از بیماری ایدز و گرمایش زمین مشغول است. در سال ۲۰۰۴ وی زندگی‌نامهٔ خود را با عنوان «زندگی من» منتشر کرد. در سال ۲۰۰۹، وی به عنوان نمایندۀ ویژه سازمان ملل در هائیتی انتخاب شد و پس از زمین‌لرزه ۲۰۱۰ هائیتی، با جورج دبلیو بوش همکاری کرد و صندوقی برای کمک به زلزله‌زدگان تشکیل داد. علاوه بر این، وی با بازدید از پیونگ یانگ و مذاکره با کیم جونگ ایل، رهبر وقت کره شمالی آزادی دو روزنامه‌نگار آمریکایی زندانی توسط کره شمالی را تأمین کرد. وی همچنان در سیاست‌های حزب دموکرات فعال است و برای مبارزات انتخاباتی همسرش هیلاری در انتخابات ریاست‌جمهوری در سال‌های ۲۰۰۸ و ۲۰۱۶ فعالیت می‌کرد.

## دوران جوانی
ویلیام جفرسون بلایت سوم در شهر هوپ از ایالت آرکانزاس به دنیا آمد. نام او پس از نام پدرش ویلیام جفرسون بلایت جونیور انتخاب شد. پدر وی که یک فروشندهٔ در حال سفر بود، سه‌ماه قبل از تولد پسرش در یک تصادف کشته شد. در سال ۱۹۵۰ مادر وی با شخصی به نام روگان کلینتون که در کار فروش خودرو، شریک برادرش بود ازدواج کرد.

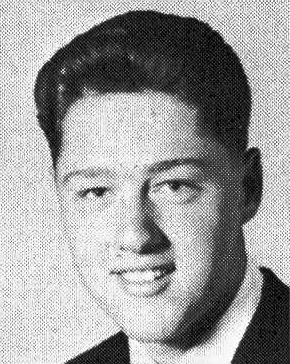
کلینتون در دوران دبیرستان.

تا پیش از چهارده‌سالگی، بیلی از استفاده از نام خانوادگی پدرخوانده‌اش خودداری می‌کرد. وی همیشه از پدرخوانده‌اش به عنوان یک قمارباز و الکلی یاد می‌کرد و بارها عنوان کرده که پدرخوانده‌اش همیشه با مادرش و برادرخوانده‌اش بدرفتاری می‌کرده‌است.
کلینتون در کودکی به مدرسهٔ کاتولیک سنت‌جان و ابتدایی رمبل می‌رفت. کلینتون سپس به دبیرستان هات‌سپرینگ رفت. در آنجا او یک دانش‌آموز فعال و رهبر بود. وی در آن مدرسه به نواختن ساکسوفون پرداخت و حتی برای مدت کوتاهی تصمیم گرفت در زندگی‌اش به موسیقی بپردازد؛ اما همان‌طور که در کتاب «زندگی من» توضیح می‌دهد:
«یک‌وقتی در شانزده‌سالگی، تصمیم گرفتم که به عنوان یک مسئول منتخب، زندگی عمومی داشته باشم. من موسیقی را دوست داشتم و فکر می‌کردم می‌توانم خیلی خوب باشم، اما می‌دانستم هیچ وقت نمی‌توانستم جان کولترین باشم. من به پزشکی علاقه داشتم و فکر می‌کردم می‌توانم یک پزشک خوب باشم اما می‌دانستم که نمی‌توانستم مایکل دی‌بیکی شوم؛ ولی می‌دانستم که در خدمت عمومی می‌توانم بسیار عالی باشم.»
در سال ۱۹۶۳ دو لحظهٔ بسیار تأثیرگذار در جوانی کلینتون رخ داد که به وی در تصمیم برای خدمت عمومی کمک کردند. یکم دیدار وی از کاخ سفید به عنوان عضو مجلس دانش‌آموزی کشور و دیدن رئیس‌جمهور جان اف. کندی و دومی سخنرانی بسیار معروف مارتین لوتر کینگ جونیور با نام «رؤیایی دارم» بود که کلینتون همه این سخنرانی را حفظ کرد.

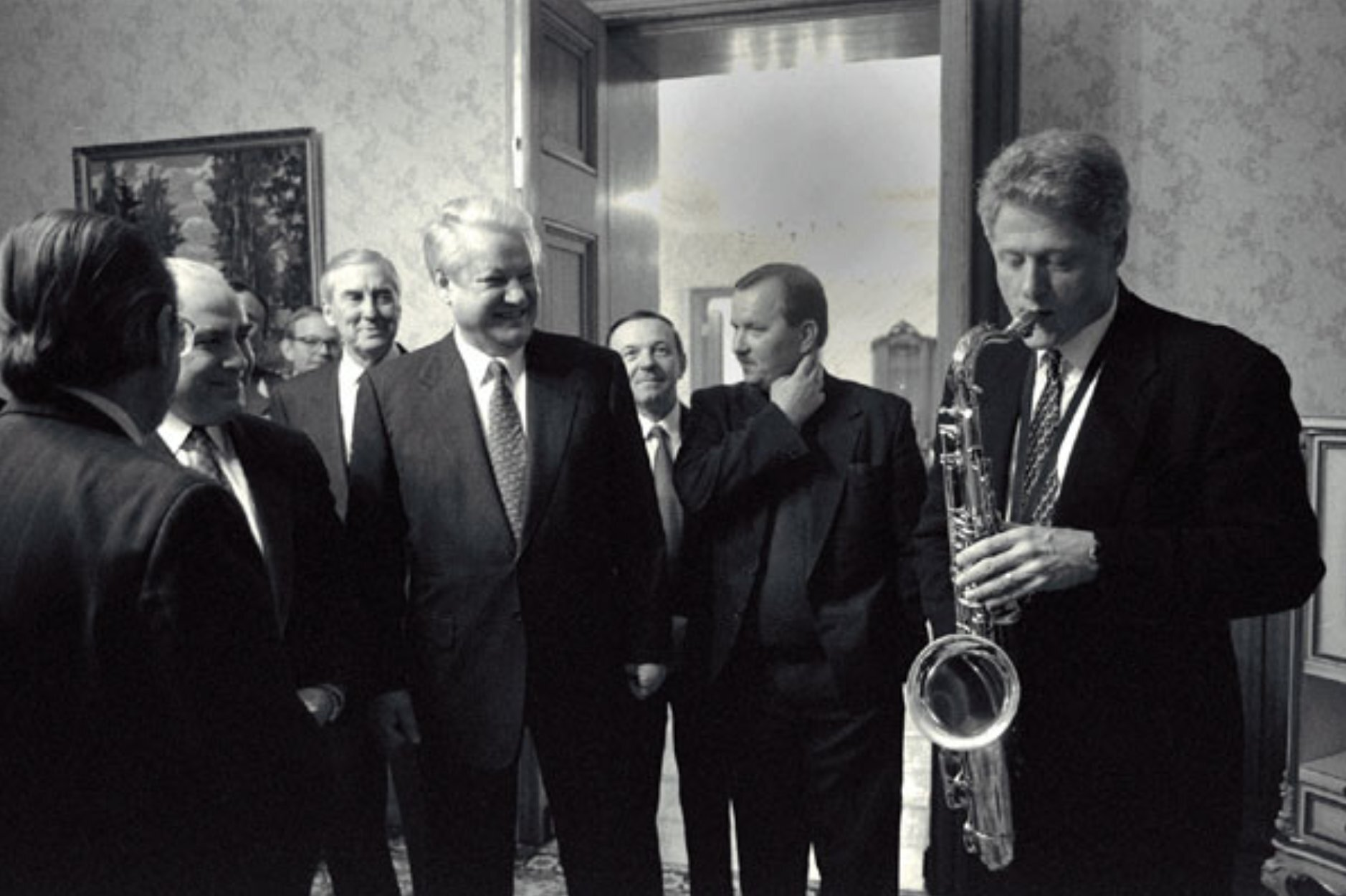
بیل کلینتون در حال نواختن ساکسوفون برای رئیس‌جمهور بوریس یلتسین در یک مهمانی شام در روسیه. ۱۳ ژانویه ۱۹۹۴

## تحصیل در دانشگاه

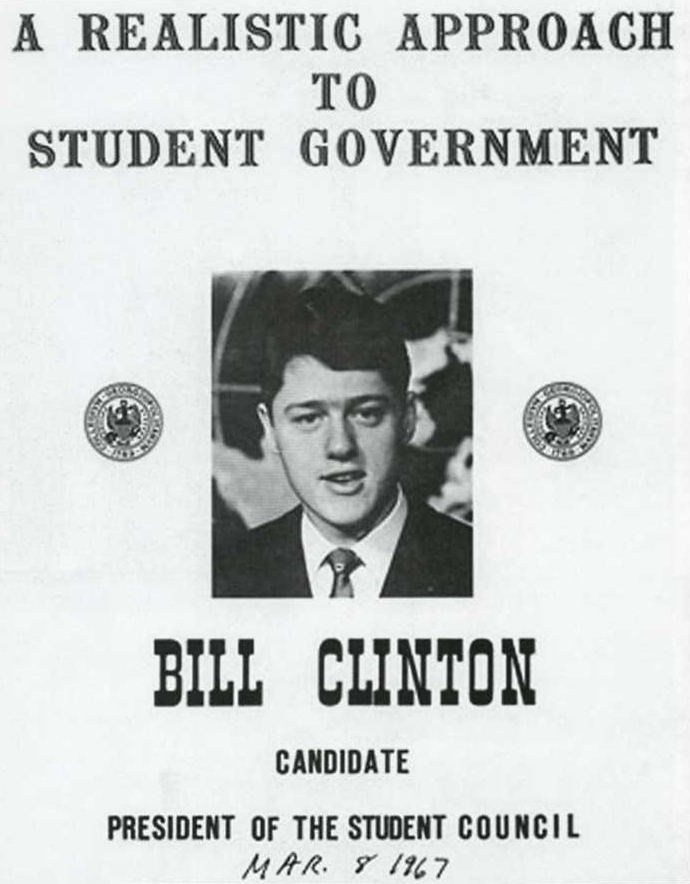
پوستر کلینتون برای انتخابات ریاست شورای صنفی دانشجویان در دانشگاه جورج‌تاون، ۱۹۶۷.

کلینتون مدرک کارشناسی خود را در رشته امور خارجه از دانشگاه جورج‌تاون گرفت و مدتی برای سناتور جیمز ویلیام فولبرایت کار کرد. وی با بورسیه رودز برای تحصیل در کالج دانشگاه آکسفورد راهی انگلستان شد. کلینتون هنگام تحصیل در انگلستان، بازی‌های باشگاه فوتبال چلسی را می‌دید و به یکی از طرفداران این تیم تبدیل شد.
به دلیل سربازگیری جنگ ویتنام، او انتظار نداشت که در سال دوم به آمریکا برگردد ولی برنامه‌هایش را تغییر داد. او پیشنهادی برای تحصیل در دانشکده حقوق ییل دریافت کرده بود و بنابراین زودتر انگلستان را ترک کرد و به ایالات متحده بازگشت و مدرکی از آکسفورد دریافت نکرد.
پس از آکسفورد، کلینتون مدرک حقوق را در سال ۱۹۷۳ از مدرسهٔ حقوق دانشگاه ییل گرفت. در این مدرسه با دختری به اسم هیلاری رودهام آشنا شد و در سال ۱۹۷۵ با او ازدواج کرد. حاصل این ازدواج دختری به اسم چلسی زاده سال ۱۹۸۰ است.

## فعالیت سیاسی در آرکانزاس
پس از فارغ‌التحصیلی از دانشکده حقوق ییل، کلینتون به آرکانزاس بازگشت و استاد حقوق در دانشگاه آرکانزاس شد. در سال ۱۹۷۴، وی برای مجلس نمایندگان کاندید شد. مبارزات انتخاباتی کلینتون که در حوزه انتخابیه سوم آرکانزاس که منطقه‌ای جمهوری‌خواه است، برگزار می‌شد. رقیب جمهوری‌خواه او که دو سال پیش ۷۷ درصد آرا را به دست آورده بود، کلینتون را تنها با اختلاف ۵۲ به ۴۸ درصد شکست داد. در سال ۱۹۷۶، کلینتون کاندیدای دادستان کل آرکانزاس شد. کلینتون با با رقبای کم در انتخابات مقدماتی حزب و بدون رقیب در انتخابات عمومی، انتخاب شد.

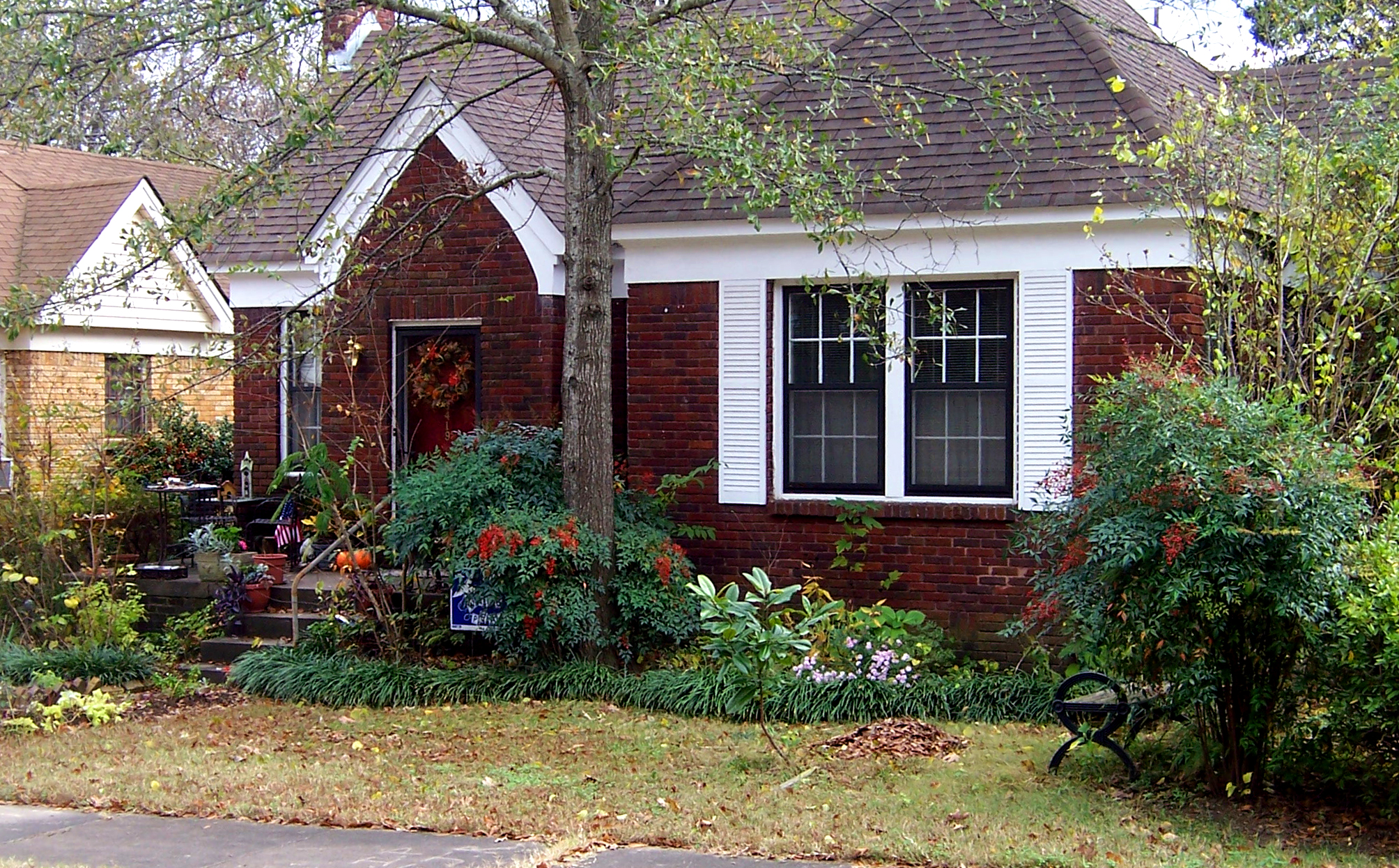
خانه یک طبقه با نمای آجری و مساحت تقریبی ۹۱ متر مربع در لیتل راک، آرکانزاس که بیل کلینتون و هیلاری کلینتون بین سال‌های ۱۹۷۷ و ۱۹۷۹ دورانی که بیل کلینتون دادستان کل ایالت آرکانزاس بود در آن زندگی می‌کردند.

کلینتون با شکست دادن کاندیدای جمهوری‌خواه در سال ۱۹۷۸ به عنوان فرماندار آرکانزاس انتخاب شد. کلینتون که هنگام روی کار آمدن فقط ۳۲ سال داشت، به جوانترین فرماندار آن زمان کشور و دومین فرماندار جوان تاریخ آرکانزاس تبدیل شد.

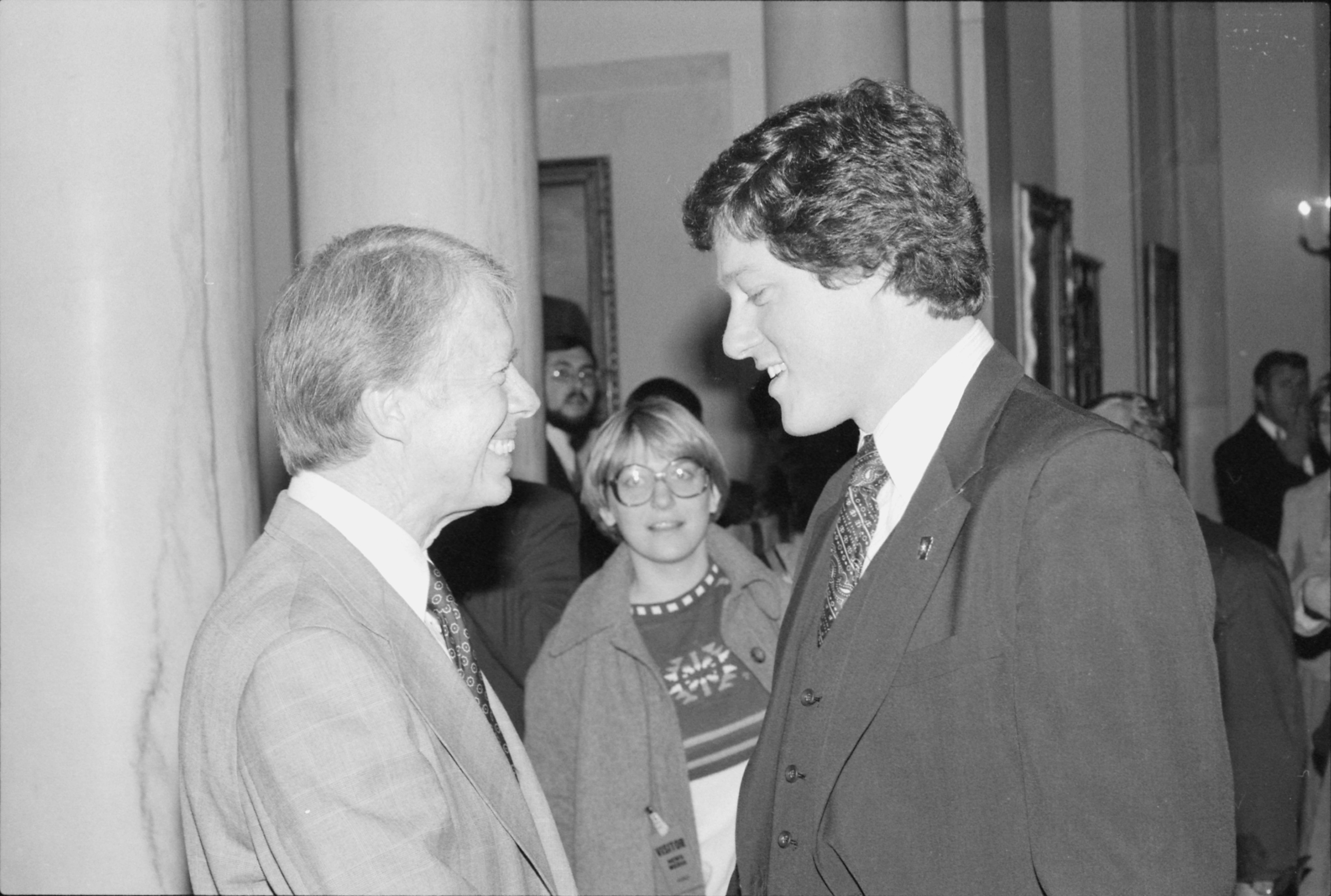
بیل کلینتون جوان، فرماندار تازه انتخاب شده آرکانزاس، پانزده سال قبل از تصدی مقام ریاست‌جمهوری، در سال ۱۹۷۸ با رئیس‌جمهور وقت جیمی کارتر دیدار می‌کند.

وی در انتخابات سال ۱۹۸۰ برای فرمانداری شکست خورد؛ اما طولی نکشید که دو سال بعد دوباره به عنوان فرماندار انتخاب شد و در طول دههٔ پیش رو به اقتصاد و آموزش و پرورش ایالت کمک کرد. وی به چهرهٔ مهمی در میان دمکرات‌های نو (شاخه‌ای از حزب دموکرات) تبدیل شد.

### انتخابات مقدماتی ریاست جمهوری ۱۹۸۸
در سال ۱۹۸۷ گمانه زنی‌های رسانه‌ای از احتمال حضور کلینتون برای رقابت با ماریو کومو فرماندار آن هنگام ایالت نیویورک برای نامزدی ریاست‌جمهوری حزب دموکرات خبر دادند. خبری که وی تکذیب کرد و از مایکل دوکاکیس در انتخابات حمایت کرد.

## ریاست‌جمهوری (۱۹۹۳–۲۰۰۱)

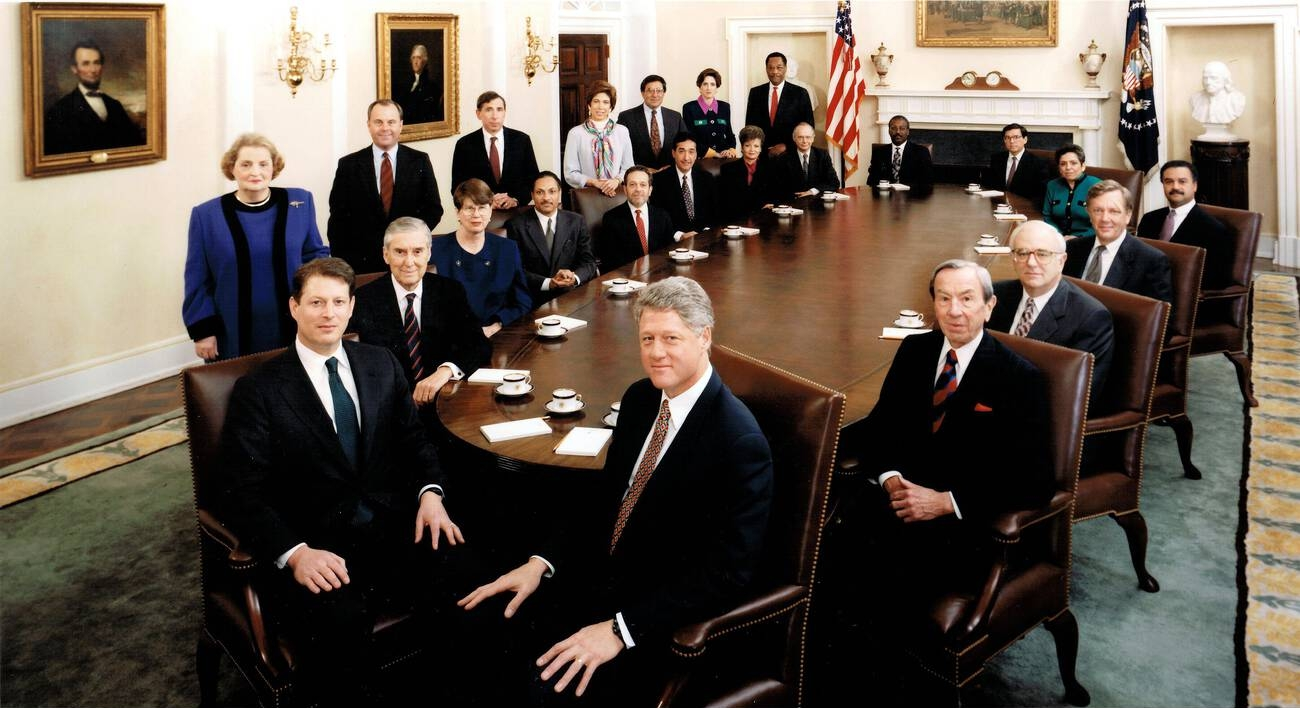
کابینه رئیس‌جمهور کلینتون، ۱۹۹۳

کشورهایی که کلینتون در زمان ریاست‌جمهوری از آنها بازدید کرده

کلینتون هنگام ریاست‌جمهوری خود مدافع قوانین و برنامه‌های گوناگونی بود که بسیاری از آن‌ها تبدیل به قانون شدند یا از سوی قوهٔ مجریه پیاده شدند. سیاست‌های او به‌ویژه قرارداد تجارت آزاد آمریکای شمالی (نفتا) و اصلاحات رفاهی به فلسفهٔ حکومتی شیوه سوم میانه‌روانه منتسب شده‌است. در امور بودجه‌ای، سیاست محافظه‌کارانهٔ مالی او به کاهش کسری بودجه کمک کرد. کلینتون طولانی‌ترین دورهٔ انبساط اقتصادی دوران صلح را در تاریخ آمریکا مدیریت کرد. دفتر بودجهٔ کنگره ایالات متحده آمریکا در ۱۹۹۸، ۶۹ میلیارد دلار، در سال ۱۹۹۹، ۱۲۶ میلیارد دلار، و در ۲۰۰۰، ۲۳۶ میلیارد دلار مازاد بودجه گزارش کرد. وزارت خزانه‌داری ایالات متحده آمریکا در ۱۹۹۷، ۵٫۴۱۳ تریلیون دلار بدهی ملی، و در ۱۹۹۹، ۵٫۶۵۶ تریلیون دلار بدهی ملی گزارش کرد. کلینتون در پایان دور دوم ریاست‌جمهوری خود به نیویورک کوچ کرد و به هیلاری کلینتون کمک کرد در انتخابات سنا از آن ایالت به پیروزی برسد.

### کمپین انتخابات ریاست‌جمهوری ۱۹۹۲

#### انتخابات مقدماتی حزب دموکرات
پیروز شدن در ایالات بزرگ فلوریدا و تگزاس و بسیاری از ایالات جنوبی در سه‌شنبه بزرگ، به کلینتون برتری بزرگی نسبت به سایر رقیبان داد. با این حال، جری براون، فرماندار سابق کالیفرنیا در ایالات شمالی در حال پیروزی بود و کلینتون هنوز در یک ایالت مهم خارج از زادگاه خود -جنوب- پیروز نشده بود. بدون باقی ماندن هیچ ایالت مهم جنوبی، کلینتون نیویورک را هدف قرار داد. وی در نیویورک سیتی یک پیروزی چشمگیر کسب کرد و چهره خود را به عنوان یک نامزد صرفاً جنوبی از بین برد. وی که به کاندیدای اجماع تبدیل شده بود، با پیروزی در ایالت کالیفرنیا، برابر جری براون، به پیروزی رسید و نامزدی حزب دموکرات را به‌دست آورد.

#### انتخابات ریاست‌جمهوری ۱۹۹۲
میزان تأیید بوش در طول جنگ خلیج فارس حدود ۸۰ درصد بود و او را در انتخابات شکست ناپذیر پیش‌بینی می‌کردند. وقتی بوش با دموکرات‌ها مصالحه کرد تا کسری‌های فدرال را کاهش دهد، او قول خود مبنی بر عدم افزایش مالیات را زیر پا گذاشت، که این امر به میزان تأیید وی لطمه زد. کلینتون بارها و بارها بوش را به خاطر قولی که نتوانست به آن عمل کند، محکوم کرد. در زمان انتخابات، اقتصاد رو به زوال بود و بوش شاهد کاهش میزان تأیید خود بود که به کمی بیش از ۴۰ درصد رسیده بود.
جمهوری‌خواهان که قبلاً با مواضع ضد کمونیستی متحد می‌شدند، با پایان جنگ سرد، حزب را فاقد مسئله‌ای متحد کننده یافتند. بسیاری از دموکرات‌هایی که در انتخابات‌های قبلی از رونالد ریگان و بوش حمایت کرده بودند، اینبار حمایت‌های خود را از کلینتون اعلام کردند. [۸۲] کلینتون و جفت انتخابی‌اش برای معاونت ریاست جمهوری، ال گور، در هفته‌های آخر مبارزات انتخاباتی کشور را گشتند، حمایت‌ها را جلب کردند و «آغازی جدید» را متعهد شدند.

نقشه انتخاباتی ۱۹۹۲

کلینتون در انتخابات ریاست جمهوری ۱۹۹۲ (۳۷۰ رأی انتخاباتی) در برابر جرج اچ. دابلیو بوش (۱۶۸ رأی انتخاباتی) و پوپولیست میلیاردر راس پرو (صفر رأی انتخاباتی) که به عنوان یک مستقل شرکت می‌کرد، پیروز شد. کاهش شدید بوش در تأیید عمومی، بخش قابل توجهی از دلایل موفقیت کلینتون بود. پیروزی کلینتون پایانی بر دوازده سال متوالی حکومت جمهوری‌خواهان و بیست سال از بیست و چهار سال گذشته آن‌ها در کاخ سفید بود. انتخابات کنگره نیز به دموکرات‌ها امکان کنترل کامل کنگره ایالات متحده را داد.
برای اولین بار پس از سال ۱۹۷۶ و ریاست‌جمهوری جیمی کارتر بود که یک حزب کنترل همزمان کنگره و کاخ سفید را دست می‌گرفت.

### دور نخست (۱۹۹۳–۱۹۹۷)
به محض در اختیار گرفتن پست ریاست‌جمهوری کلینتون قانونی را امضاء کرد که به موجب آن کارفرمایان را مجبور می‌کرد به کارمندان خود اجازه بدهند برای بارداری یا وضعیت پزشکی جدی مرخصی بدون حقوق بدهند.
حدود یک ماه پس از شروع کار کلینتون واقعه ویکو اتفاق افتاد. جنت رینو، دادستان کل دولت کلینتون، به امید پایان دادن به محاصره ۵۱ روزه، اجازه استفاده از وسایل نقلیه زرهی اف‌بی‌آی برای استقرار گاز اشک آور در ساختمانهای فرقه داودیه در نزدیکی ویکو، تگزاس را داد. در طی عملیات در تاریخ ۱۹ آوریل ۱۹۹۳، ساختمانها آتش گرفتند و ۷۵ نفر از ساکنان، از جمله ۲۴ کودک، جان خود را از دست دادند.
در ۲۲ سپتامبر ۱۹۹۳، کلینتون سخنرانی بزرگی در مورد طرح اصلاح بهداشت و درمان در کنگره انجام داد. این برنامه با هدف دستیابی به پوشش جهانی از طریق یک طرح ملی مراقبت‌های بهداشتی انجام شده‌است. این یکی از برجسته‌ترین موارد در دستور کار قانونگذاری کلینتون بود و ناشی از اقدامات یک گروه ویژه به ریاست هیلاری کلینتون بود. این طرح در محافل سیاسی با استقبال خوبی روبرو شد، اما سرانجام با مخالفت محافظه کاران، انجمن پزشکی آمریکا و صنعت بیمه درمانی، مواجه شد. علی‌رغم اکثریت دموکرات‌ها در کنگره، در نهایت تلاش برای ایجاد یک سیستم مراقبت بهداشتی ملی از ناکام ماند. شکست این لایحه اولین شکست عمده قانون‌گذاری دولت کلینتون بود.
کلینتون همچنین قانون مالی‌ای را تصویب کرد که به خانواده‌های با سطح درآمد متوسط و دارای فرزندان مستقل امکان می‌داد تا به فراخور شرایط خاص مورد نظر، مقداری از مالیات بر درآمد را پس بگیرند.
وی تلاش خود را برای عملی کردن یکی دیگر از قول‌هایی که در تبلیغات انتخاباتی داده بود آغاز کرد. بیل کلینتون به همجنس‌گرایان مرد و زن اجازه داد که بتوانند در نیروهای مسلح ایالات متحده آمریکا خدمت کنند. هر چند این اقدام انتقادات زیادی از جبهه‌های راست و چپ به بار آورد. در نهایت کنگره آمریکا با لایحه «نپرس، نگو»، این قانون را محدود کرد. به این ترتیب که همجنسگرایان آمریکایی می‌توانستند تا زمانی که گرایش جنسی‌شان پنهان باشد در ارتش مشغول به خدمت باشند. در سال ۲۰۱۰، با رای سنا، حضور همجنس‌گرایان در نیروهای مسلح ایالات متحده آمریکا مجاز شد. قانون نپرس، نگو با رای موافق ۶۵ عضو سنا و به رغم مخالفت ۳۱ سناتور باطل شد.

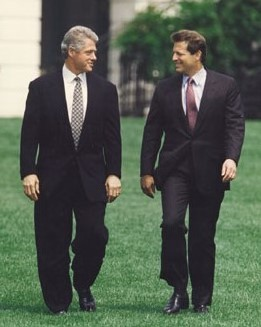
کلینتون و معاون رئیس‌جمهور ال گور، اوت ۱۹۹۳.

مورد دیگری که کلینتون به آن پرداخت تجارت آزاد بود. کلینتون از توافقنامهٔ تجارت آزاد آمریکای شمالی (نفتا) پشتیبانی می‌کرد و برای به دست آوردن پشتیبانی جمهوری‌خواهان و دموکرات‌ها با آنان گفتگو کرد. این لایحه مخالفانی در دو حزب جمهوری‌خواه و دموکرات داشت اما در نهایت با ۲۳۴ رأی موافق در برابر ۲۰۰ رأی مخالف (۱۳۲ جمهوری‌خواه و ۱۰۲ دموکرات رأی موافق؛ ۱۵۶ دموکرات، ۴۳ جمهوری‌خواه و یک مستقل رأی مخالف) در مجلس نمایندگان به تصویب رسید. این پیمان سپس توسط سنا هم تأیید و توسط رئیس‌جمهور امضا شد.

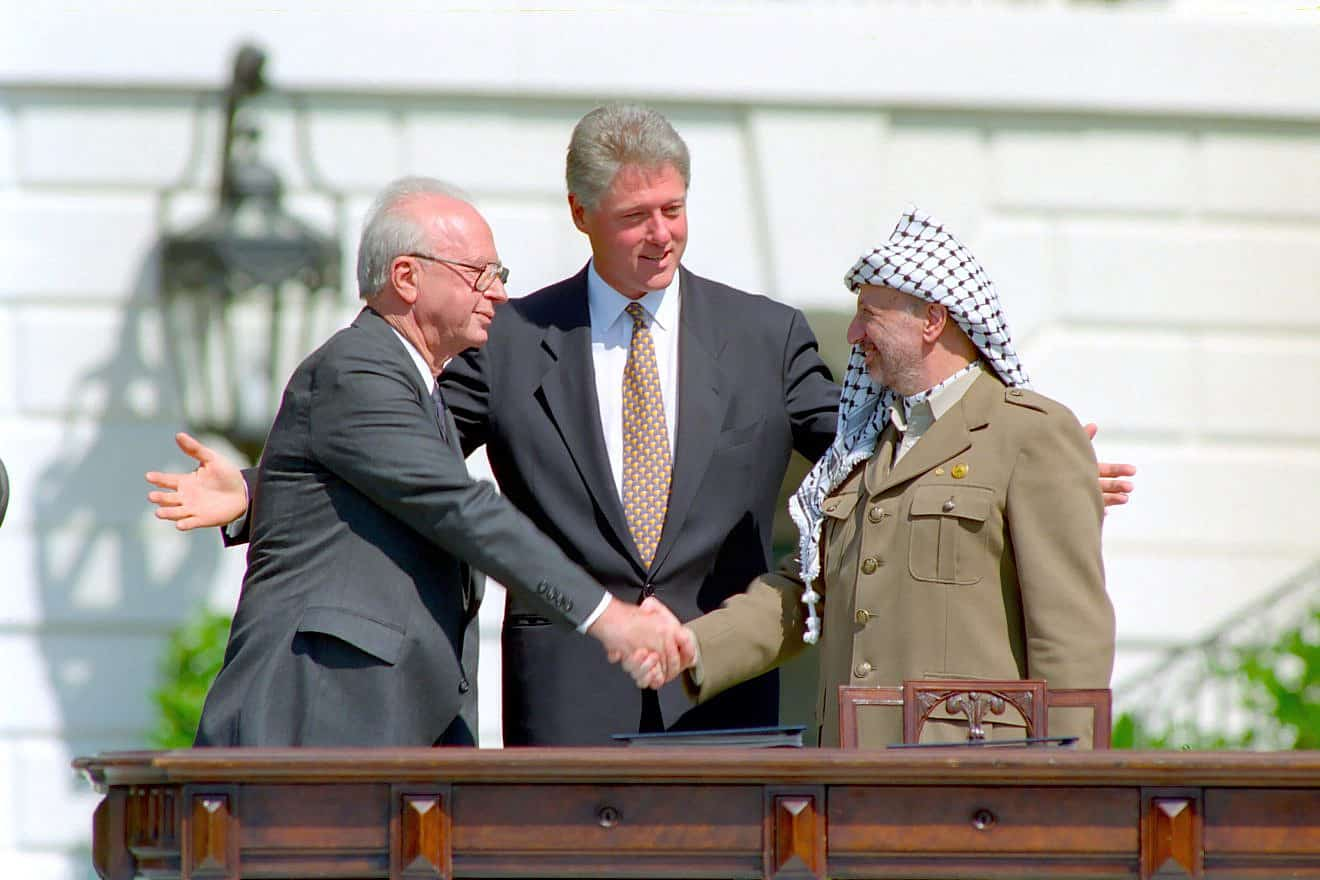
کلینتون به‌همراه اسحاق رابین و یاسر عرفات در اسلو، نروژ، سپتامبر ۱۹۹۳.

در ۲۱ اکتبر ۱۹۹۴، دولت کلینتون اولین وب سایت رسمی کاخ سفید به نام whitehouse.gov را راه اندازی کرد. وب سایت کاخ سفید بخشی از حرکت گسترده دولت کلینتون به سمت ارتباطات تحت وب بود. به گفته رابرت لانگلی، "کلینتون و گور مسئول هل دادن تقریباً همه آژانس‌های فدرال به سوی اینترنت بودند." در ۱۷ ژوئیه ۱۹۹۶، کلینتون فرمان اجرایی ۱۳۰۱۱ را صادر کرد - فناوری اطلاعات فدرال، به روسای همه آژانس‌های فدرال دستور می‌دهد که از اینترنت به‌طور کامل استفاده کنند تا اطلاعات آژانس به راحتی در دسترس عموم مردم قرار گیرد.

"هنگامی که من کار خود را شروع کردم، فقط فیزیکدانان چیزی را تحت عنوان اینترنت جهانی شنیده بودند؛.. اکنون اما حتی گربه من هم صفحه مخصوص خود را دارد."

بخشی از سخنرانی اعلام طرح نسل جدید اینترنت توسط بیل کلینتون، اکتبر ۱۹۹۶.
پس از دو سال کنترل حزب دموکرات، دموکرات‌ها در انتخابات میان دوره ای ۱۹۹۴، برای اولین بار پس از چهل سال ، کنترل کنگره را به جمهوری‌خواهان واگذار کردند.
در ۲۱ سپتامبر ۱۹۹۶، کلینتون قانون دفاع از ازدواج (DOMA) را امضا کرد، که ازدواج را برای اهداف فدرال به عنوان پیمانی حقوقی میان یک زن و یک مرد تعریف می‌کرد. این قانون به ایالات اجازه می‌دهد تا از به رسمیت شناختن ازدواج همجنسگرایان که در ایالت‌های دیگر انجام شده‌است خودداری کنند. پال یاندورا، که به نمایندگی از دفتر رابط همجنسگرایان کاخ سفید صحبت می‌کرد، گفت که امضای قرارداد DOMA توسط کلینتون «یک تصمیم سیاسی بود که آنها در زمان انتخابات برای انتخاب مجدد انجام دادند». کلینتون در دفاع از اقدامات خود گفته‌است که هدف DOMA «خاتمه تلاش برای ارسال اصلاحیه قانون اساسی مبنی بر ممنوعیت ازدواج همجنس گرایان به ایالت ها» بود. حدود ۱۷ سال بعد دیوان عالی آمریکا در ۲۶ ژوئن ۲۰۱۳ بخشی از این قانون که زوج‌های همجنس‌گرا را از حقوق و مزایای فدرال محروم می‌نمود، لغو کرد. به این ترتیب زوج‌های همجنس‌گرا از حقوق و مزایای فدرال برابر با زوج‌های دگرجنس‌گرا بهره‌مند شدند.
علیرغم DOMA، کلینتون اولین رئیس‌جمهوری بود که علناً همجنسگرایان را برای سمتهای اداری انتخاب کرد.

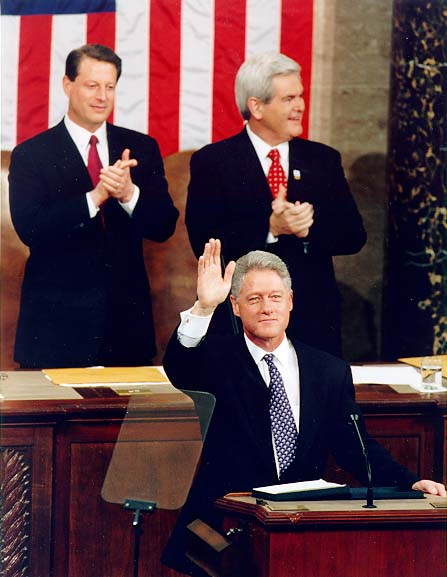
ال گور در مقام رئیس سنا و نوت گینگریچ در مقام رئیس مجلس نمایندگان، رئیس‌جمهور کلینتون را در هنگام ادای سخنرانی وضعیت کشور ۱۹۹۷ تشویق می‌کنند.

### انتخابات ریاست‌جمهوری ۱۹۹۶

نقشه انتخاباتی ۱۹۹۶

در انتخابات ریاست جمهوری ۱۹۹۶، کلینتون برای دور دوم انتخاب شد و ۴۹٫۲ درصد آرا مردمی را در مقابل ۴۰٫۷ درصد آرای مردمی نامزد حزب جمهوری‌خواه باب دول به دست آورد. کلینتون ۳۷۹ رأی الکترال کالج را به دست آورد، و سهم دول ۱۵۹ رأی الکترال بود.

### دور دوم (۱۹۹۷–۲۰۰۱)
در ژانویه ۱۹۹۷، در خلال سخنرانی وضعیت کشور، کلینتون طرح جدیدی را برای پوشش بهداشتی تا پنج میلیون کودک پیشنهاد داد. سناتورها تد کندی - یک دموکرات - و اورین هچ - یک جمهوری‌خواه - در سال ۱۹۹۷ با هیلاری رودهام کلینتون و کارکنانش همکاری کردند و موفق شدند قانونی را تصویب کنند که برنامه دولت بهداشت بیمه کودکان (SCHIP)، نام گرفت. این لایحه بزرگ‌ترین موفقیت دولت کلینتون در حوزه بهداشت و درمان بود.

#### استیضاح و تبرئه

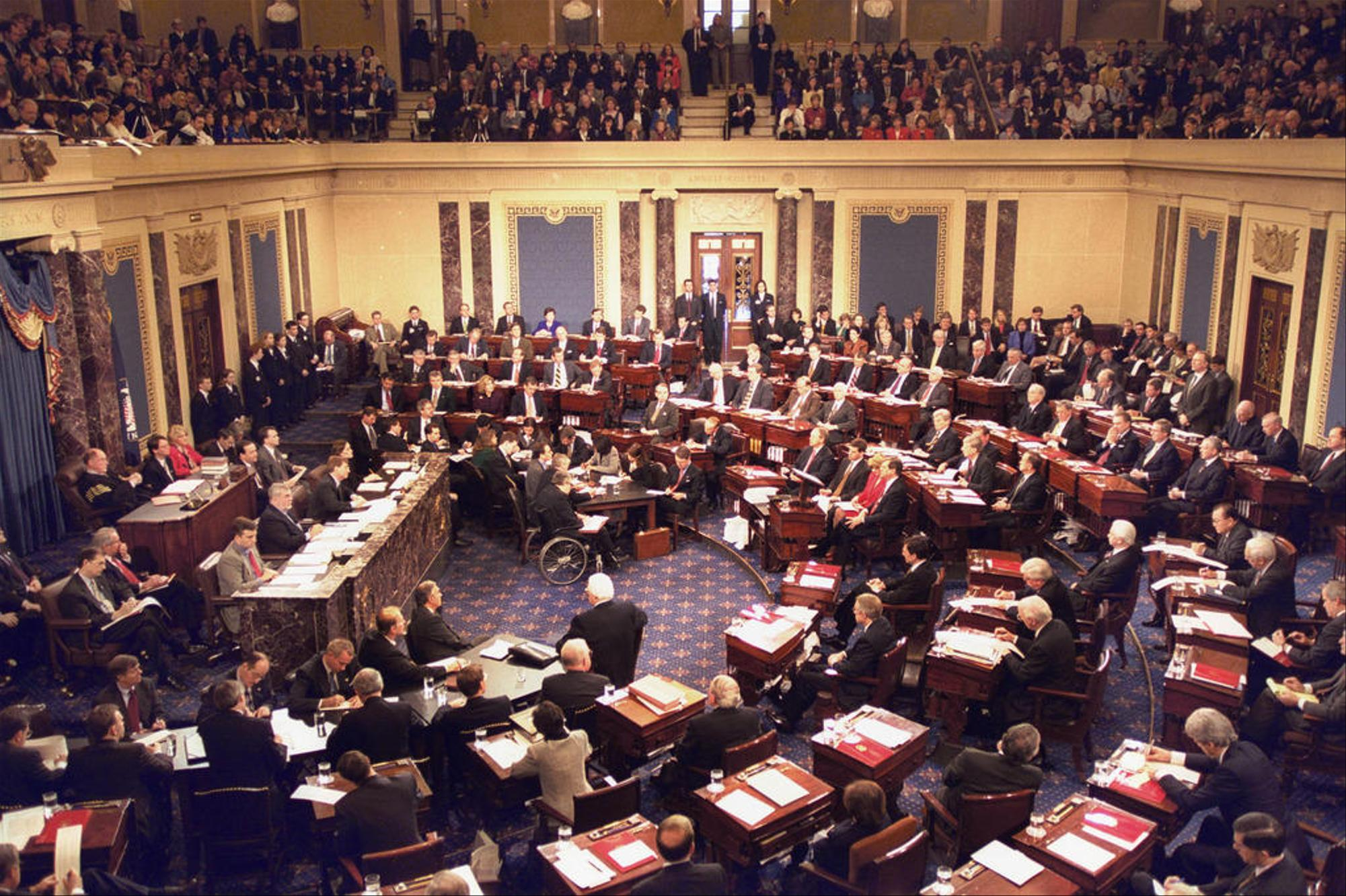
محاکمه استیضاح کلینتون در سنا، ۱۹۹۹

کلینتون در ۱۹ دسامبر ۱۹۹۸ توسط مجلس نمایندگان استیضاح شد. مجلس با رأی ۲۲۸–۲۰۶ به استیضاح وی برای شهادت دروغ در برابر هیئت منصفه و با رأی ۲۲۱–۲۱۲ رأی به استیضاح وی برای جلوگیری از عدالت داد. کلینتون دومین رئیس‌جمهور آمریکا پس از اندرو جانسون بود که استیضاح شد. مذاکرات استیضاح، مبتنی بر اتهامات دروغگویی غیرقانونی کلینتون و لاپوشانی رابطهٔ او با مونیکا لوینسکی کارمند آن هنگام کاخ سفید (و بعداً وزارت دفاع) بود. پس از فرستادن گزارش استار به مجلس که اعلام شد اطلاعات مفصل و معتبری در اینباره ارائه کرده که رئیس‌جمهور کلینتون اقداماتی انجام داده که ممکن است دلیل مناسبی برای استیضاح باشد مجلس، جلسات استماع علیه کلینتون را پیش از انتخابات میان دوره‌ای آغاز کرد.
در صحن مجلس بحث داغی درگرفت و دو اتهام با پشتیبانی جمهوری خواهان و اندکی از دموکرات‌ها تصویب شد.
چندی بعد سنا کلینتون را از هر دو اتهام تبرئه کرد.
سنا از برگزاری جلسه دادگاه استیضاح تا قبل از پایان دوره قدیمی خودداری کرد، بنابراین دادگاه تا شروع کنگره بعدی به تعویق افتاد. نهایتاً مجلس سنا یک دادگاه بیست و یک روزه را در ۱۲ فوریه ۱۹۹۹ با رای ۵۵ بی گناه / ۴۵ مجرم به اتهام شهادت دروغ و ۵۰ بی گناه / ۵۰ مجرم به دلیل ممانعت از اجرای عدالت به پایان رساند. هر دو رأی کمتر از شرط اکثریت دو سوم (۶۷ رأی مجرم) قانون اساسی برای محکومیت و برکناری یک صاحب دفتر بود. در ۱۹ ژانویه ۲۰۰۱ پس از این که کلینتون نزد دادگاه آرکانزاس پذیرفت که در پرونده جونز در اقداماتی دخیل بوده که به کار وزارت دادگستری ایالات متحده آمریکا ضربه زده، جواز وکالت کلینتون به مدت ۵ سال معلق شد.

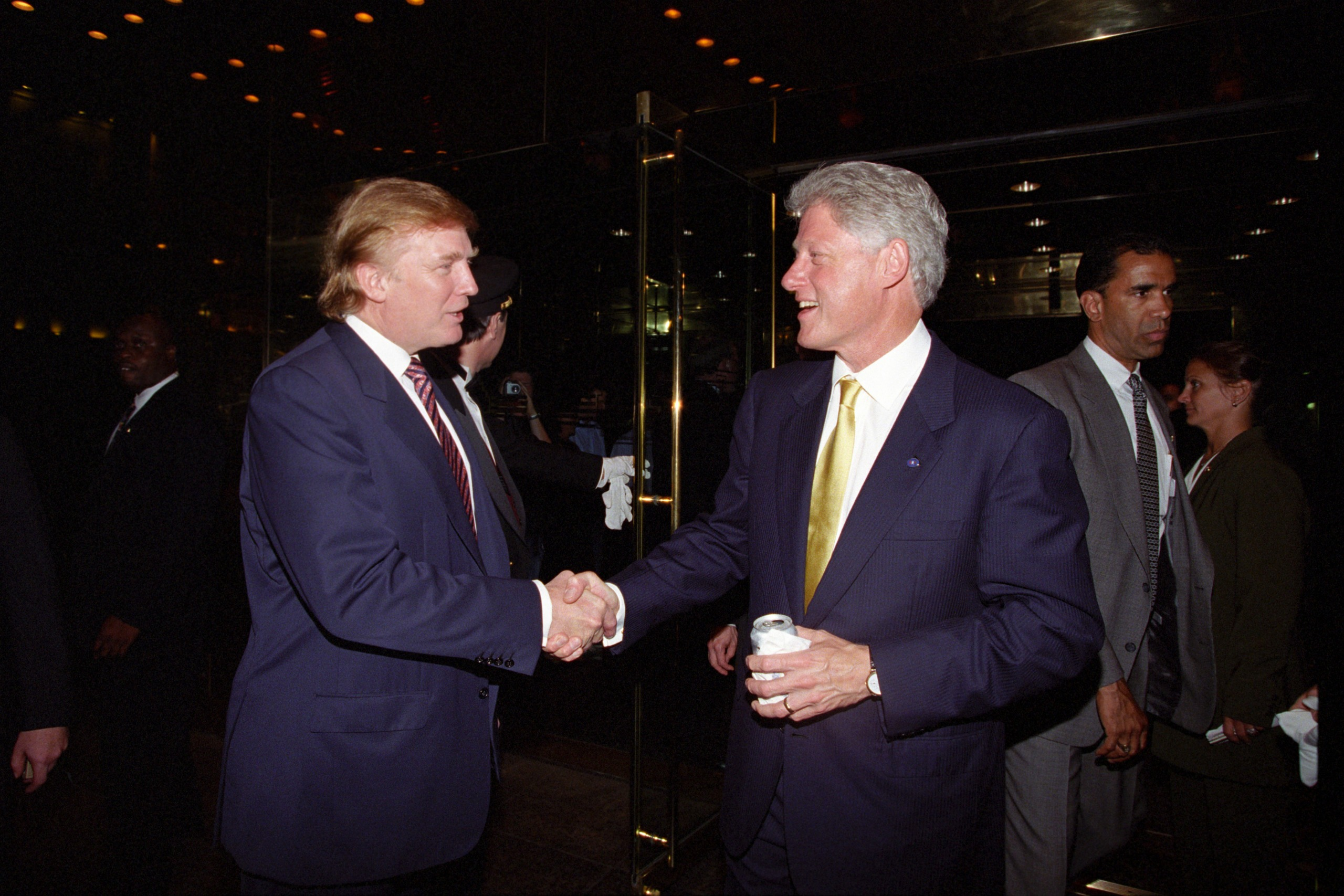
کلینتون با رئیس‌جمهور آینده دونالد ترامپ در برج ترامپ دست می‌دهد، سپتامبر ۲۰۰۰

### سیاست خارجی

#### ایران
در فوریه ۱۹۹۶ کلینتون با پرداخت ۱۳۱/۸ میلیون دلار (برابر ۲۱۴ میلیون دلار سال ۲۰۱۹) برای شلیک به پرواز شماره ۶۵۵ ایران ایر در ژوئیه ۱۹۸۸ موافقت کرد. دیوان بین‌المللی دادگستری در ۱۹۸۹ رای به پرداخت این دیه داده بود.
دوره ریاست‌جمهوری بیل کلینتون در ایران با دوره ریاست جمهوری اکبر هاشمی رفسنجانی و سید محمد خاتمی همزمان بود.
ایران در زمان دولت بیل کلینتون شاهد وضع شماری از شدیدترین تحریم‌ها بود. کلینتون در مارس ۱۹۹۵، با صدور فرمانی اجرایی تجارت آمریکا در صنعت نفت ایران را ممنوع کرد. در مه ۱۹۹۵ رئیس‌جمهور کلینتون در فرمانی اجرایی هر گونه تجارت آمریکا با ایران را ممنوع کرد. تجارت ایران با آمریکا که از زمان پایان جنگ ایران و عراق در حال رشد بود، سریعاً خاتمه یافت.
در سال ۱۹۹۵ کنگره ایالات متحده آمریکا لایحهٔ تحریم ایران-لیبی را تصویب کرد. طبق این لایحه، که با نام قانون ایلسا (Iran and Libya Sanctions Act of 1996) نیز شناخته می‌شود، هر شرکتی را که با ایران به میزان بیش از ۲۰ میلیون دلار تجارت داشت را نیز تهدید به اعمال تحریم کرد. و این تحریم‌ها شامل:
- محرومیت از کمک بانک صادرات-واردات؛
- محرومیت از صدور مجوز صادرات به شرکت خاطی؛
- ممنوعیت وام یا اعتبار از نهادهای مالی آمریکایی بیش از ۱۰ میلیون دلار در هر بازهٔ ۱۲ ماهه؛
- ممنوعیت تخصیص به عنوان شریک اصلی تجاری دولت آمریکا به منظور ابزارهای قرضه؛
- ممنوعیت کار به عنوان مأمور آمریکا یا ذخیرهٔ منابع مالی دولت آمریکا؛
- محرومیت از فرصت‌های تدارکاتی دولت آمریکا (سازگار با الزامات سازمان تجارت جهانی)؛ و
- ممنوعیت بر تمام یا بخشی از واردات شرکت خاطی.

در پاسخ به انتخاب رئیس‌جمهور اصلاح‌طلب سید محمد خاتمی، کلینتون تحریم‌های ایران را کمی کاهش داد.

### انتصاب قضات فدرال

گینزبرگ در ۱۴ ژوئن ۱۹۹۳ رسماً نامزدی جایگاه قاضی دیوان عالی ایالات متحده آمریکا را از رئیس‌جمهور بیل کلینتون می‌پذیرد.

کلینتون دو قاضی را به دادگاه عالی ایالات متحده منصوب کرد: روث بیدر گینزبرگ در ۱۹۹۳ و استیون بریر در ۱۹۹۴.
کلینتون همراه با دو انتصاب در دادگاه عالی، ۶۶ قاضی را به دادگاه‌های استیناف ایالات متحده و ۳۰۵ قاضی را به دادگاه‌های ناحیه ای ایالات متحده منصوب کرد. با ۳۷۳ انتصاب قاضی فدرال وی پس از رونالد ریگان، رتبه دوم بیشترین انتصاب قضات فدرال در تاریخ آمریکا را داراست. کلینتون همچنین مناقشات انتصابی قضایی زیادی را تجربه کرد، زیرا ۶۹ نامزد قضاوت فدرال رأی کمیته قضایی سنا تحت کنترل جمهوریخواهان را دریافت نکردند. در مجموع، ۸۴ درصد نامزدهای وی تأیید شدند.
کلینتون اولین رئیس‌جمهور در تاریخ بود که تعداد بیشتری قاضی زن و اقلیت نژادی را نسبت به قضات مرد سفیدپوست به دادگاه‌های فدرال منصوب کرد. در هشت سال ریاست جمهوری، ۱۱٫۶٪ از نامزدهای دادگاه استیناف کلینتون و ۱۷٫۴٪ از نامزدهای دادگاه‌های ناحیه ای او سیاه‌پوست بودند. ۸/۳۲ درصد نامزدهای دادگاه‌های ناحیه ای و ۵/۲۸ درصد نامزدهای دادگاه استیناف وی نیز زن بودند.

## تصویر عمومی
در ۱۹۹۴، پالا جونز از کلینتون به دلیل آزار جنسی شکایت کرد و ادعا کرد کلینتون بدون خواست او در ۱۹۹۱ به سوی او نزدیک شده‌است، که کلینتون آن را نفی کرد. در آوریل ۱۹۹۸ قاضی جمهوری‌خواه سوزان رایت به دلیل نبود صلاحیت قضایی پرونده را ابتدائاً رد کرد. ولی جونز به حکم رایت اعتراض کرد و در پی تأیید ربطهٔ کلینتون با مونیکا لوینسکی در اوت ۱۹۹۸ شکایت وی به جریان افتاد. در ۱۹۹۸ وکلای پولا جونز اسناد دادگاه را که نشان دهندهٔ الگویی از آزار جنسی توسط کلینتون در دورهٔ فرمانداری بود منتشر کردند. وکیل اصلی رئیس‌جمهور، رابرت بنت، شکایت را "کارزاری سازمان یافته برای لکه‌دار کردن رئیس‌جمهور آمریکا" خواند. او بعدها با مصالحه‌ای خارج از دادگاه موافقت کرد و ۸۵۰٬۰۰۰ دلار پرداخت. وکیل او گفت که کلینتون صرفاً برای پایان دادن خوش این شکایت و ادامهٔ زندگیش تن به این مصالحه داد. کلینتون هنگام شهادت در خصوص شکایت جونز که کاخ سفید برگزار شد، برقراری آمیزش جنسی با مونیکا لوینسکی را تکذیب کرد، تکذیبی که مبنای آغاز فرایند استیضاح به دلیل شهادت دروغ شد.
در ۱۹۹۲ جنیفر فلاوئرز گفت که از ۱۹۸۰ با کلینتون رابطه داشته‌است. فلاوئرز در آغاز داشتن رابطه با کلینتون را نفی کرد ولی بعدتر داستانش را عوض کرد.
کلینتون ابتدا در برنامهٔ ۶۰ دقیقه داشتن رابطه با فلاوئرز را رد کرد ولی بعدتر اعتراف کرد که با فلاوئرز آمیزش جنسی داشته‌است.
در ۱۹۹۸ کتلین، وایلی کلینتون را متهم کرد که در ۱۹۹۳ در یک راهرو او را دستمالی کرده‌است. یک شورای مستقل مشخص کرد که وایلی به اف‌بی‌آی اطلاعات غلط داده که با شهادت مرتبط با اتهام جونز ناسازگار بوده‌است. همچنین در ۱۹۹۸ جوانیتا بروددریک کلینتون را متهم کرد که به او تجاوز کرده گرچه او تاریخ دقیقش را که ممکن بود حدود ۱۹۷۸ باشد به یاد نمی‌آورد. در رخداد دیگری در ۱۹۹۸ الیزابت وارد گریسن شش سال انکار خود را پس گرفت و گفت که یک شب در ۱۹۸۲ را با کلینتون گذرانده‌است. گریسن بعدها از هیلاری کلینتون پوزش خواست. به هر روی، گریسن در سراسر آن سال از احضاریهٔ کنت استار برای شهادت دادن در خصوص ادعاهایش در دادگاه طفره رفت.

## نگارخانه

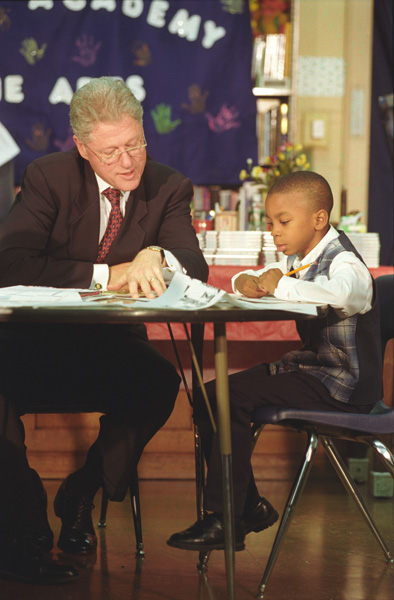
در حال آموزش یک کودک در یک دبستان در شیکاگو، ایلینوی (۱۹۹۸)
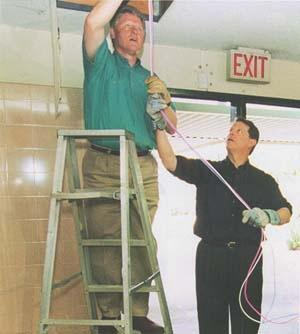
در حال کشیدن کابل شبکه برای شبکه رایانه‌ای در یک دبیرستان در کالیفرنیا به همراه ال گور (۱۹۹۶)
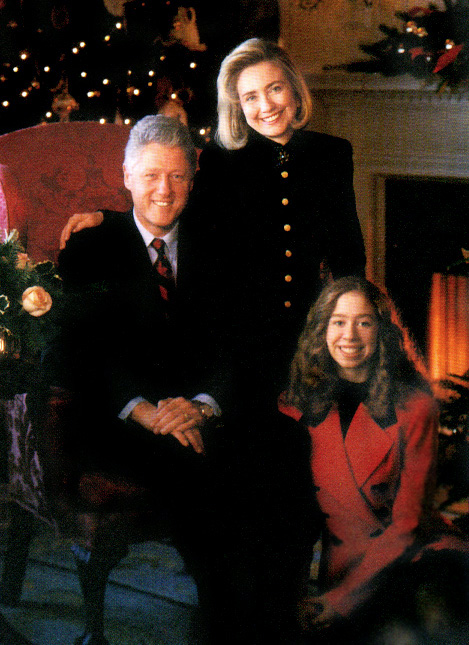
به همراه همسرش هیلاری و دخترش چلسی در پرتره کریسمس کاخ سفید (۱۹۹۷)
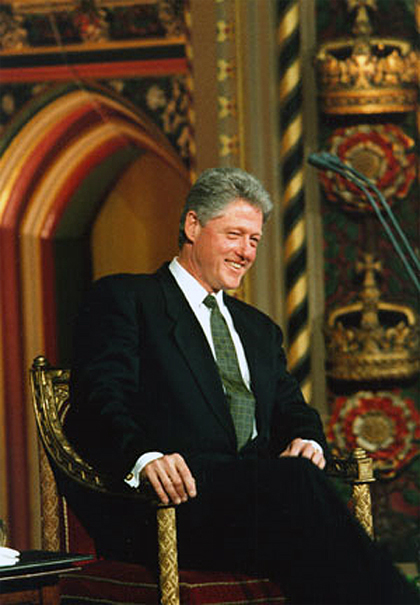
در حال سخنرانی در پارلمان بریتانیا (۱۹۹۵)
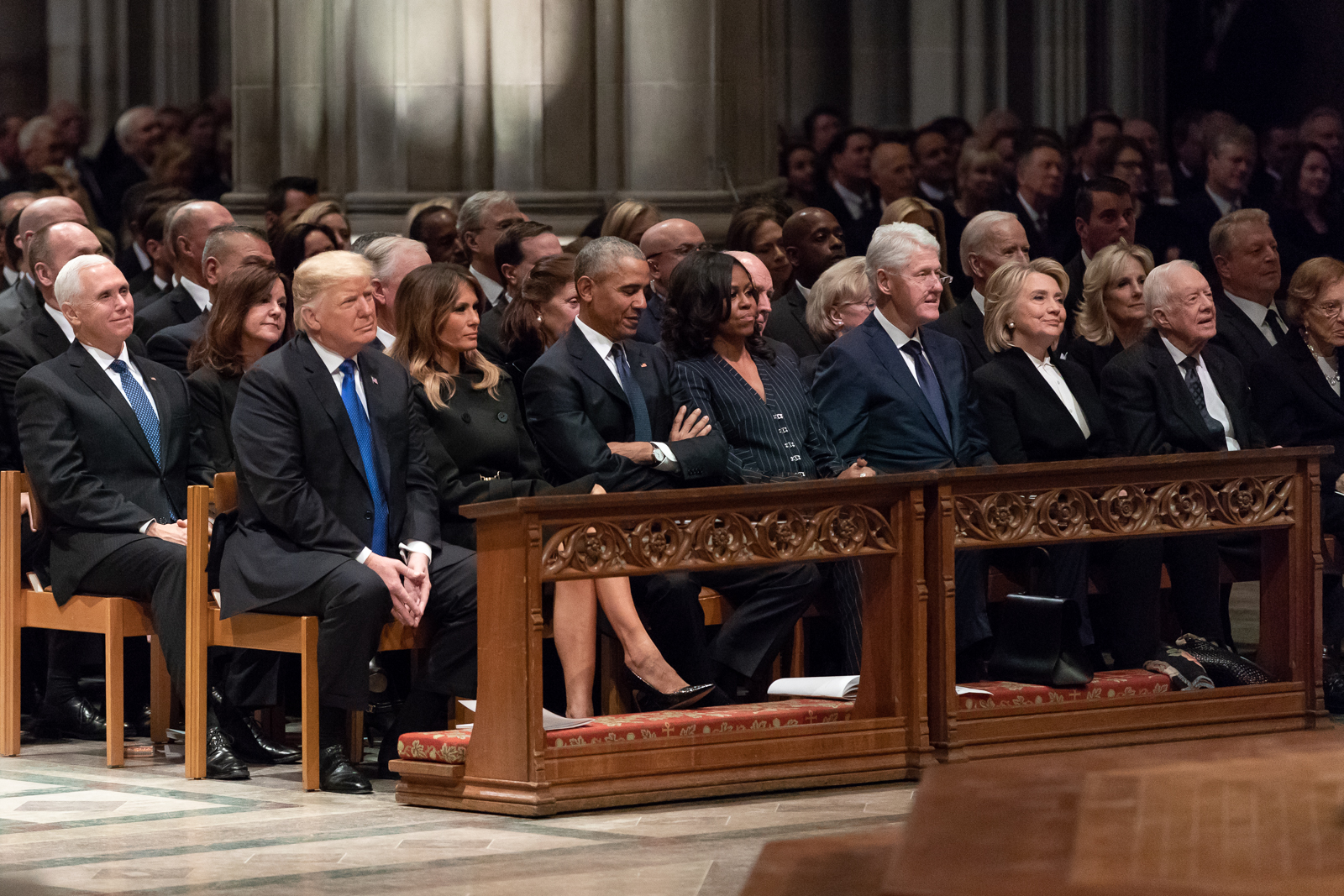
در مراسم ختم جورج هربرت واکر بوش (۲۰۱۸)
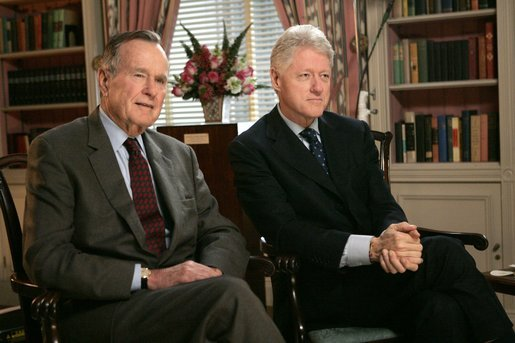
همراه با جورج هربرت واکر بوش در کتابخانه کاخ سفید (۲۰۰۵)

### رسمی
- کتابخانه و موزه ریاست‌جمهوری
- بنیاد کلینتون
- زندگینامه ی کاخ سفید
- وبگاه بایگانی کاخ سفید

### دیگر
- حضور در سی-سپن
- بیل کلینتون در تد
- اخبار و تفاسیر موجود در گاردین دربارهٔ بیل کلینتون
- «اخبار و تفاسیر موجود بیل کلینتون». نیویورک تایمز.
- بیل کلینتون در توییتر
- بیل کلینتون در بانک اطلاعات اینترنتی فیلم‌ها (IMDb)
- کارهای بیل کلینتون در پروژه گوتنبرگ